# ژوئن ۲۰۰۸
ژوئن ۲۰۰۸ یکی از ماه‌های ۲۰۰۸ (میلادی) است.

## ۱ ژوئن ۲۰۰۸
- علی لاریجانی رئیس مجلس شورای اسلامی شد

علی لاریجانی با اکثریت آرای نمایندگان مجلس شورای اسلامی ایران، به عنوان رئیس مجلس هشتم انتخاب شد. ایسنا، بی‌بی‌سی فارسی
- شاتل دیسکاوری عازم فضا شد

شاتل دیسکاوری مرکز فضایی کندی در ایالت فلوریدا را برای یک ماموریت ۱۴ روزه در ایستگاه فضایی بین‌المللی ترک کرد. بی‌بی‌سی فارسی
- توافق حزب دمکرات و ضربه انتخاباتی به کلینتون

توافق حزب دمکرات آمریکا بر سر نحوه احتساب هیات‌های نمایندگی ایالت‌های فلوریدا و میشیگان، باراک اوباما را یک گام به نامزدی نهایی نزدیک‌تر کرد. بی‌بی‌سی فارسی، رادیو فردا

## ۲ ژوئن ۲۰۰۸
- انفجار انتحاری در نزدیک سفارت دانمارک در پاکستان

دست کم هشت نفر در اثر یک انفجار انتحاری در نزدیک سفارت دانمارک در اسلام آباد پایتخت پاکستان کشته شدند. العربیه فارسی، بی‌بی‌سی فارسی
- ایو سن لورن طراح لباس مشهور درگذشت

ایو سن لورن، طراح لباس بنام فرانسوی در سن ۷۱ سالگی در خانهٔ شخصیش در پاریس درگذشت. بی‌بی‌سی فارسی
- اسرائیل «جاسوس حزب‌الله» را آزاد کرد

یک شهروند لبنانی‌الاصل که که از ۶ سال پیش در اسرائیل به جرم جاسوسی برای حزب‌الله لبنان زندانی بود، روز یکشنبه پس از اخراج از اسرائیل به لبنان بازگردانده شد. العربیه فارسی، بی‌بی‌سی فارسی
- افغانستان قهرمان مسابقات کریکت جرزی شد

تیم ملی کریکت افغانستان، با پیروزی بر تیم جرزی بریتانیا، به مرحله نهایی مسابقات انتخابی جام جهانی کریکت راه یافت. بی‌بی‌سی فارسی
- خبرگزاری فارس توقیف موقت شد

خبرگزاری فارس به مدت سه روز توقیف موقت شد. اتهام خبرگزاری فارس «انتشار اخبار دروغین» و «تشویش اذهان عمومی» اعلام گردید. ایرنا، بی‌بی‌سی فارسی

## ۳ ژوئن ۲۰۰۸
- عدم استقبال از احمدی‌نژاد در ایتالیا

در پی سفر محمود احمدی‌نژاد به رم برای شرکت در کنفرانسی درباره بحران جهانی غذا، دولت ایتالیا رئیس جمهور ایران را به شام رسمی دعوت نکرد و وزیردفاع ایتالیا اظهارات او را «خلاف عقل سلیم» خواند. بی‌بی‌سی فارسی
- «آمادگی» هیلاری کلینتون برای پیوستن به اوباما

هیلاری کلینتون اعلام کرد که برای معاونت ریاست جمهوری ایالات متحده آمریکا در مبارزات انتخاباتی حزب دموکرات در کنار باراک اوباما آماده است. بی‌بی‌سی فارسی

## ۴ ژوئن ۲۰۰۸
- اوباما خود را «نامزد پیروز» حزب دموکرات آمریکا خواند

باراک اوباما با پایان انتخابات مقدماتی آمریکا، خود را «نامزد دموکرات انتخابات ریاست جمهوری ایالات متحده آمریکا» خوانده است. بی‌بی‌سی فارسی، نیویورک تایمز
- بریژیت باردو برای توهین به مسلمانان جریمه شد

بریژیت باردو، ستاره کهنه‌کار سینمای فرانسه به اتهام توهین به مسلمانان به پرداخت ۲۴هزار دلار جریمه محکوم شد. بی‌بی‌سی فارسی

## ۵ ژوئن ۲۰۰۸
- نادر ابراهیمی، نویسنده ایرانی، درگذشت

نادر ابراهیمی نویسنده، تصویرگر و سینماگر ایرانی، بعد از ظهر روز پنج شنبه پس از تحمل ۹ سال بیماری در سن ۷۳ سالگی در بیمارستانی در تهران در گذشت.بی‌بی‌سی فارسی
- اوباما: «برای جلوگیری از دستیابی ایران به سلاح اتمی هرکاری می‌کنم»

باراک اوباما که خود را نامزد نهائی حزب دموکرات در انتخابات آتی ریاست جمهوری ایالات متحده اعلام کرده، طی سخنرانی در کمیته روابط عمومی آمریکایی اسرائیلی (ایپک) گفت که امنیت اسرائیل «مقدس» است و اگر به ریاست جمهوری برگزیده شود؛ «هرکاری را که از دستش برآید خواهد کرد تا ایران به سلاح اتمی دست نیابد». بی‌بی‌سی فارسی، هاآرتص
- کشف کوچکترین سیاره در منظومه‌ای دیگر

منجمان کوچکترین سیاره تا امروز را که در مدار ستاره‌ای معمولی می گردد ردیابی کردند. این سیاره توسط تلسکوپ MOA-II در کوه مانت جان در زلاندنو کشف شد و «MOA-2007-BLG-192Lb» نامگذاری شده است. بی‌بی‌سی فارسی
- تیم هاکی «دیترویت رد وینگز» قهرمان استنلی کاپ شد

تیم هاکی دیترویت رد وینگز با شکست تیم هاکی پیتزبورک پینگوئنز قهرمان فصل ۲۰۰۸ جام استنلی شد. یاهو نیوز، بلومبرگ

## ۶ ژوئن ۲۰۰۸
- حجاب بار دیگر در دانشگاه‌های ترکیه ممنوع شد

دادگاه قانون اساسی ترکیه اصلاحیه پارلمان این کشور بر قانون اساسی را لغو کرد و بدین ترتیب، حجاب اسلامی در دانشگاه‌های ترکیه بار دیگر ممنوع می‌شود. بی‌بی‌سی فارسی
- آغاز محاکمه متهمان یازده سپتامبر

خالد شیخ محمد یکی از کسانی که متهم به طراحی حملات یازدهم سپتامبر به آمریکا است، در یک دادگاه نظامی گفته است که می‌خواهد به اعدام محکوم شود تا بتواند «شهید» بشمار بیاید. بی‌بی‌سی فارسی
- کنگره آمریکا تحویل ۱۰ جنگنده اف ۱۶ به پاکستان را تصویب کرد

کنگره آمریکا تحویل ۱۰ جنگنده دیگر اف-۱۶ فایتینگ فالکن به پاکستان را تصویب کرد. این جنگنده‌ها بخشی از کمک بلاعوض ایالات متحده آمریکا به پاکستان است. پرس تی.وی، تایمز آف ایندیا

## ۷ ژوئن ۲۰۰۸
- آنا ایوانوویچ قهرمان زنان تنیس آزاد فرانسه شد

آنا ایوانوویچ، تنیس باز ۲۰ ساله صربستانی با پیروزی برابر دینارا سافینا از روسیه قهرمان بخش زنان مسابقات تنیس آزاد فرانسه شد و به اولین مقام قهرمانی خود در یکی از چهار گرند اسلم تنیس دست یافت. بی‌بی‌سی فارسی
- هیلاری کلینتون رسما از باراک اوباما حمایت کرد

هیلاری کلینتون پس از یک مبارزه انتخاباتی درون حزبی که ۱۸ ماه به طول انجامید، اعلام کرد که به تلاش‌های خود برای احراز سمت اولین رئیس جمهور زن آمریکا پایان داده است و از باراک اوباما برای احراز مقام ریاست جمهوری ایالات متحده آمریکا حمایت کرد. بی‌بی‌سی فارسی، نیویورک تایمز
- موفاز: «احمدی نژاد زودتر از اسرائیل محو خواهد شد»

ژنرال ایرانی‌تبار اسرائیلی، شائول موفاز مدعی شد که اگر جمهوری اسلامی ایران برنامه اتمی‌اش را متوقف نکند، حمله اسرائیل به آن کشور «اجتناب ناپذیر» خواهد بود. بی‌بی‌سی فارسی، العربیه فارسی

## ۸ ژوئن ۲۰۰۸
- از سرگیری گفتگوهای ژاپن و کره شمالی

ژاپن و کره شمالی گفتگوهای خود را پس از نه ماه وقفه در پکن از سر گرفتند. هدف از این مذاکرات تلاش برای حل و فصل اختلافات دو جانبه با میانجی‌گری چین است. بی‌بی‌سی فارسی
- وقوع زلزله شدید در یونان

در یونان وقوع یک زلزله شدید به قدرت ۶٫۵ ریشتر، در نزدیکی شهر پاتراس در منطقه پلوپونز، موجب خسارات مالی و جانی شد. بی‌بی‌سی فارسی
- منع قانونی ختنه دختران در مصر بجز در صورت «ضرورت»

مجلس شورای ملی مصر با تصویب قانونی، ناقص‌سازی جنسی زنان بجز در «شریط استثنایی» را جرم به شمار آورد. گزارش‌های رسمی دولتی حاکی است که بیش از ۹۶٫۶%از دختران مصری ختنه شده‌اند. العربیه فارسی

## ۹ ژوئن ۲۰۰۸
- انفجارهای پی در پی در شرق الجزایر ۱۲ کشته برجای گذاشت

در پی انفجار دو بمب در شهر الاخضریه در شرق الجزایر، ۱۲ نفر کشته شدند. در میان قربانیان، چند تن از نیروهای امنیتی الجزایر و یک مهندس فرانسوی نیز دیده می‌شوند. العربیه فارسی
- ساخت سریعترین ابررایانه جهان

شرکت آمریکایی آی‌بی‌ام با ساخت یک سیستم پتا-فلاپ بنام «رودرانر»، رکورد قبلی خود بعنوان سریعترین ابررایانه جهان را شکست. بی‌بی‌سی فارسی
- واکنش‌ها به سخنرانی جنجالی عباس پالیزدار

سخنرانی فردی به نام عباس پالیزدار در دانشگاه بوعلی سینای همدان که طی روزهای اخیر، تصویر کامل ویدئویی آن از طریق شبکه اینترنت منتشر شده و وی در آن، اتهامات سنگینی متوجه مقامات و شخصیتهای بانفوذ جمهوری اسلامی کرده، واکنشهایی در محافل سیاسی ایران برانگیخته است. وی دستکم ۴۰ شخصیت شناخته‌شده را به «فساد اقتصادی»، «رانت خواری» و در برخی موارد به «فساد اخلاقی» متهم کرده است. بی‌بی‌سی فارسی، نشریه گلوبال وویسز دانشگاه هاروارد، رادیو فردا، خبرگزاری فارس

## ۱۰ ژوئن ۲۰۰۸
- اعتراض به سیاست‌های ضدایرانی در واشنگتن

شورای ملی ایرانیان آمریکا و ائتلافی از دیگر گروه‌های ایرانیان آمریکا و آمریکایی روز دهم ژوئن را «روز درخواست دیپلماسی با ایران» نامگذاری کرده و از سرتاسر کشور آمریکا اعتراض خود را به نمایندگان کنگره ایالات متحده آمریکا ابراز نمودند. در این راستا، مرکز کنترل و عدم تکثیر تسلیحات همزمان در واشنگتن دی سی اقدام به برپایی سمپوزیم زنده‌ای برای تماس مستقیم مردم آمریکا با ایران در کنگره آمریکا نمود.روزنامه نیویورک سان، شبکه ریل نیوز
- رئیس قبیله صدام حسین کشته شد

شیخ علی الندا، رئیس قبیله بوناصر که صدام حسین، دیکتاتور سابق عراق به آن تعلق داشت بر اثر انفجار بمبی که زیر خودرو حاملش جاسازی شده بود، کشته شد. بی‌بی‌سی فارسی، العربیه فارسی
- خارج‌سازی سرمایه‌های ایران از اروپا

ایران در چند روز گذشته مبالغ هنگفتی از ذخایر و سرمایه‌های ارزی خود را از بانکهای اروپا خارج کرده و به آسیا منتقل ساخت. رویترز

## ۱۱ ژوئن ۲۰۰۸
- ۸ تن از فعالان حقوق زنان در ایران دستگیر شدند

ناهید میرحاج، آیدا سعادت، نسرین ستوده، ژیلا بنی یعقوب، نفیسه آزاد و سارا لقمانی به دلیل قصد برگزاری مراسم برای بزرگداشت ۲۲ خرداد و همبستگی زنان ایرانی در یک گالری در تهران دستگیر شده و به بازداشتگاه وزرا منتقل شدند. تغییر برای برابری، شهرزادنیوز، رادیوزمانه
- عباس پالیزدار بازداشت شد

عباس پالیزدار که طی سخنانی در دانشگاه بوعلی سینای همدان، اتهام‌های سنگینی را متوجه افراد طراز اول نظام جمهوری اسلامی کرده بود، بازداشت شد. حکم بازداشت او را شعبه دوم بازپرسی در دادسرای کارکنان دولت صادر کرده‌است. بی‌بی‌سی فارسی، رادیو زمانه
- بی‌بی‌سی، مفقود شدن میلیاردها دلار در عراق را فاش کرد

بی‌بی‌سی از مفقود شدن حدود ۲۳ میلیارد دلار در عراق که یا دزدیده یا گم شده یا به درستی مورد حسابرسی قرار نگرفته خبر داد. بی‌بی‌سی با استفاده از منابع دولتی آمریکا و عراق میزان منفعتی را مشخص کرده‌است که پیمانکاران خصوصی از زمان اشغال عراق، تاکنون به دست آورده‌اند. بی‌بی‌سی فارسی
- شاه سابق نپال کاخ سلطنتی را ترک کرد

در پی اعلام جمهوری در نپال و دستور تخلیه کاخ سلطنتی، گیانندرا، پادشاه سابق نپال، کاخ سلطنتی نارایانهیتی در کاتماندو را ترک کرد. خاندان گیانندرا برای بیش از یک قرن در این کاخ زندگی می‌کردند. بی‌بی‌سی فارسی، روئیترز
- «تعداد زیادی کشته» در آتش سوزی هواپیما در سودان

یک هواپیمای مسافربری سودان ایرویز، حین فرود در فرودگاه خارطوم، دچار سانحه و طعمه حریق شد. مقام‌های سودانی می‌گویند بر این باورند که حدود ۱۰۰ نفر از ۲۰۳ مسافر و خدمه هواپیما در حادثه کشته شده‌اند. بی‌بی‌سی فارسی، العربیه فارسی، روئیترز
- گرفتن تابعیت آلمان برای خارجی‌ها باز هم دشوارتر شد

ولفگانگ شویبله، وزیر کشور آلمان و عضو حزب دمکرات مسیحی اعلام کرد که از ماه سپتامبر آینده، خارجی‌هایی که می‌خواهند به تابعیت آلمان درآیند، باید امتحانات خاصی را با موفقیت پاس کنند. این امتحان که تست چهارجوابی است، سوالاتی را شامل می‌شود که پاسخ به آنها برای خود آلمانی‌ها نیز مشکل است. بی‌بی‌سی فارسی

## ۱۲ ژوئن ۲۰۰۸
- رای دیوان عالی آمریکا مبنی بر لزوم محاکمه زندانیان گوانتانامو در دادگاه‌های غیرنظامی

دیوان عالی ایالات متحده آمریکا، دستور داد که مظنونانی که در بازداشتگاه گوانتانامو در حبس هستند، طبق قانون اساسی آمریکا حق دارند از خود در دادگاهی غیرنظامی دفاع کنند. این رای دیوان عالی، ضریه شدیدی به سیاست‌های جورج بوش رئیس جمهور آمریکا در «جنگ علیه تروریسم» است. بی‌بی‌سی فارسی، روئیترز
- کشف «بزرگترین محموله مواد مخدر جهان» در افغانستان

پلیس افغانستان در همکاری با نیروهای ویژه بریتانیا یک محموله حشیش به وزن ۲۶۰ تن را کشف کردند. ارزش احتمالی این محموله بیش از ۴۰۰ میلیون دلار تخمین زده شده است. این محموله در خندق‌هایی در ولایت قندهار کشف شد. محموله چنان بزرگ بود که جت‌های بریتانیایی برای نابود کردن آن مجبور به بمباران خندق‌ها شدند. بی‌بی‌سی فارسی
- تاسیس لابی آمریکایی‌های ایرانی‌تبار

تعدادی از مردمان ایرانی در آمریکا به تازگی یک گروه لابی تشکیل داده‌اند که به گفته موسسان آن هدفش دفاع از منافع مشترک کل جامعه ایرانی در آمریکا است. این سازمان لابی‌گر، اتحادیه روابط عمومی آمریکایی‌های ایرانی‌تبار (پایا - PAAIA) نام دارد و در واشنگتن دی‌سی، پایتخت آمریکا، مستقر شده است. بی‌بی‌سی فارسی
- تعهد نشست پاریس، بیش از ۲۰ میلیارد دلار کمک به افغانستان

۶۸ کشور کمک‌کننده به افغانستان در نشستی که با حمایت آمریکا در فرانسه برگزار شد متعهد شدند تا بیش از ۲۰ میلیارد دلار به افغانستان کمک کنند. کشورهای کمک‌کننده از دولت افغانستان خواستند که با فساد اداری به طور جدی‌تر مبارزه کند. در این کنفرانس ایالات متحده آمریکا تعهد کرد تا بیش از ۱۰ میلیارد دلار کمک به افغانستان اهدا کند. روئیترز

## ۱۳ ژوئن ۲۰۰۸
- تجمع در پارک ملت تهران به خشونت کشیده شد

تجمع گروهی از مردم در اعتراض به تورم و دستگیری عباس پالیزدار که مقارن ظهر امروز در ورودی بوستان ملت تهران برگزار شده بود با برخورد نیروهای انتظامی و دستگیری عده‌ای از تظاهرکنندگان، پایان یافت. رادیو فردا، رادیو زمانه
- راه‌اندازی اورژانس اجتماعی بهزیستی در ایران

اورژانس اجتماعی بهزیستی به عنوان سومین شبكه خدمات فوریتی پس از فوریت‌های پزشكی و انتظامی از شنبه ۲۵ خرداد در ایران کار خود را به طور رسمی آغاز می‏کند. اورژانس اجتماعی به شهروندان در جهت حل مشکلات اجتماعی نظیر كودک آزاری، همسر آزاری، اختلالات هویت جنسی (TS)، فرار از خانه، خودكشی، كودكان كار، کودکان خیابانی و زوجین در حال طلاق، یاری می‌دهد. رادیو زمانه
- قدردانی از اسلام شناس آمریکایی

در مراسمی در تهران از ویلیام چیتیک، اسلام شناس آمریکایی، بخاطر سالیان زحمات وی در نشر و اشاعه عرفان در تاریخ ایران قدردانی بعمل آورده شد.خبرگزاری مهر

## ۱۴ ژوئن ۲۰۰۸
- فرار صدها زندانی در حمله طالبان به زندان قندهار

پیکارجویان طالبان با حمله به زندانی در شهر قندهار در افغانستان صدها زندانی را فراری دادند. ولی کرزی برادر حامد کرزی رئیس جمهور افغانستان و رئیس شورای ولایتی قندهار به بی‌بی‌سی گفت که «هزار نفر در این زندان نگاه‌داری می‌شدند که جملگی گریخته‌اند». بی‌بی‌سی فارسی
- ایرلندی‌ها با پیمان لیسبون مخالفت کردند

نتایج همه‌پرسی در جمهوری ایرلند راجع به پیمان لیسبون، حاکی است که ایرلندی‌ها این پیمان اتحادیه اروپا را رد کرده‌اند. شمار مخالفین این پیمان قریب به ۱۰۰هزار نفر بیشتر از موافقین بوده است. بی‌بی‌سی فارسی، رادیو زمانه، روئیترز
- تحویل برادر ریگی به ایران

پاکستان عبدالحمید ریگی برادر عبدالمالک ریگی رهبر گروه شبه نظامی جندالله که روز گذشته ۱۶ نظامی ایرانی را به 
گروگان گرفته بودند  به ایران تحویل داد. فارس

## ۱۵ ژوئن ۲۰۰۸
- دستگیری ۲۰۰ معترض به گرانی‌ها، در تهران

علیرضا آوایی، رئیس کل دادگستری استان تهران از دستگیری ۲۰۰ نفر در تجمع روز گذشته در پارک ملت تهران خبر داد. این تجمع در اعتراض به موج فزاینده گرانی‌ها در ایران برپا شده بود. رادیو زمانه
- پاکستان برادر رهبر گروه جندالله را به ایران تحویل داد

پاکستان، عبدالمجید ریگی، برادر عبدالمالک ریگی، رهبر گروه شبه نظامی جندالله و سه عضو دیگر این گروه را همزمان با ربوده شدن ۱۶ نظامی ايران در استان سیستان و بلوچستان، به ايران تحويل داده است. آسوشیتد پرس، رادیو فردا

## ۱۶ ژوئن ۲۰۰۸
- استقلال برای پنجمین بار قهرمان جام حذفی شد

استقلال تهران با جبران شکست در بازی رفت فینال، به مقام قهرمانی جام حذفی دست یافت. بی‌بی‌سی فارسی
- تحصن گسترده دانشجویان دانشگاه زنجان

هزاران تن از دانشجویان دانشگاه زنجان در اعتراض به «تعرض» معاون فرهنگی و دانشجویی این دانشگاه به نام حسن مددی به  یک دختر دانشجو، تحصن کرده و خواستار اخراج این استاد شده‌اند. بی‌بی‌سی فارسی، رادیو زمانه، رادیو فردا
- هوندا تولید اتومبیل هیدروژنی به‌صورت تجاری را آغاز کرد

شرکت خودروسازی هوندا اعلام داشته که برای نخستین بار، تولید تجاری اتومبیلی را آغاز کرده که نیروی محرکه آن را «سلول الکتریکی هیدروژنی» تامین خواهد کرد و به این ترتیب، استفاده از آن به ایجاد گازهای آلوده ساز محیط زیست منجر نخواهد شد. بی‌بی‌سی فارسی
- تحریم بانک ملی ایران از سوی انگلستان

دولت انگلیس اعلام کرد در ادامه سیاست تحریم علیه ایران، داراییهای بزرگترین بانک ایران، بانک ملی ایران را از امروز ضبط و تحریم می کند. آسوسیتد پرس

## ۱۷ ژوئن ۲۰۰۸
- جورج بوش: «درخواست ایران برای تولید انرژی اتمی موجه است»

گوردون براون و جورج و بوش هشدار دادند که «ایران پیشنهاد شراکت» با غرب را بپذیرد یا با تحریم‌ها و انزوای بیشتر بین‌المللی روبرو شود. همزمان جورج بوش بر حق ایران برای تولید انرژی صلح‌آمیز اتمی تاکید ورزید. بی‌بی‌سی فارسی
- ازدواج اولین زوج‌های همجنس‌گرا  در ایالت کالیفرنیا

بدنبال تصمیم ماه گذشته دیوان عالی ایالت کالیفرنیا زوج‌های همجنسگرا در کالیفرنیا برای اولین بار «مجوز ازدواج» دریافت می‌کنند. بی‌بی‌سی فارسی

## ۱۸ ژوئن ۲۰۰۸
- حماس و اسرائیل در مورد آتش بس توافق کردند

دولت اسرائیل و گروه شبه‌نظامی حماس در مورد برقراری آتش‌بسی ۶ ماهه به توافق رسیده‌اند. این آتش‌بس از روز پنجشنبه اجرا خواهد شد. این گفتگوها با میانجی‌گری مصر میان دو طرف انجام شد. بی‌بی‌سی فارسی، رویترز، اورشلیم پُست
- بوستون تاج قهرمانی ان‌بی‌ای را بر سر گذارد

پس از ۲۲ سال، تیم بوستون سلتیکز با شکست قاطع لس آنجلس لیکرز، قهرمانی لیگ ان‌بی‌ای سال ۲۰۰۸ را تصاحب نمود. بی‌بی‌سی فارسی، روزنامه بوستون گلوب

## ۱۹ ژوئن ۲۰۰۸
- آغاز آتش بس میان دولت اسرائیل و گروه حماس

آتش‌بس شش ماهه میان دولت اسرائیل و گروه شبه‌نظامی حماس در نوار غزه آغاز شد. از سال گذشته که حماس بر نوار غزه مسلط شد، این نخستین بار است که این جنبش اسلامگرا با اسرائیل به توافقی بر سر آتش‌بس دست یافته است. بی‌بی‌سی فارسی، روئیترز
- دولت عراق ارتباط با مجاهدین خلق را «ممنوع» کرد

دولت عراق با صدور دستوری هر گونه ارتباط و دادوستد با سازمان مجاهدین خلق را در این کشور ممنوع کرد و از ارتش ایالات متحده آمریکا خواست تا محافظت از اعضای این سازمان را متوقف کند. بر اساس دستور دولت عراق، هیچ فرد یا گروه عراقی یا خارجی حق تعامل با سازمان مجاهدین خلق را ندارد و کسانی که از این دستور سرپیچی کنند، به اتهام «نقض مقررات ضدتروریستی» تحت پیگیرد قانونی قرار خواهند گرفت. بی‌بی‌سی فارسی

## ۲۰ ژوئن ۲۰۰۸
- مانورهای گسترده اسرائیل به منظور بمباران احتمالی ایران

روزنامه نيويورک تايمز از مانور گسترده مخفیانه نیروی هوایی اسرائیل، با بیش از ۱۰۰ جنگنده اف-۱۶ و اف-۱۵ در هفته اول ماه ژوئن برفراز آسمان مدیترانه شرقی و یونان خبر داد. نیویورک تایمز، بی‌بی‌سی فارسی، العربیه فارسی
- احمدی‌نژاد از طرح ترور خود در عراق خبر داد

محمود احمدی‌نژاد رئیس‌جمهور ایران مدعی شد که «دشمنان ایران» قصد داشتند در جریان «سفر تاریخی‌اش به عراق» وی را ربوده و به قتل برسانند. بی‌بی‌سی فارسی، رادیو زمانه، رادیو فردا
- اوباما از دو زن محجبه مسلمان معذرت خواست

باراک اوباما نامزد مقام ریاست جمهوری ایالات متحده آمریکا از حزب دمکرات، از دو زن محجبه مسلمان آمریکایی بخاطر منع شدنشان از نزدیک شدن به وی و عکس یادگاری گرفتن با او بخاطر داشتن «حجاب اسلامی» پوزش خواست. 
روئیترز، العربیه فارسی

## ۲۱ ژوئن ۲۰۰۸
- حمایت اوباما از اقدامات امنیتی اسرائیل علیه ایران

باراک اوباما نامزد حزب دموکرات انتخابات ریاست‌جمهوری ایالات متحده آمریکا (۲۰۰۸) گفت که اسرائیل به دلیل «تهدید بیش از حد» و اظهارات یهودستیزانه محمود احمدی‌نژاد رئیس‌جمهور ایران و همچنین در خصوص حمایت این کشور از حماس و حزب‌الله لبنان، حق دارد تا امنیت خود را تامین کند. رادیو زمانه، روئیترز
- جندالله دو تن از ماموران انتظامی ایران را به قتل رساند

تلویزیون العربیه با پخش یک فیلم ارسالی از سوی جنبش مقاومت ملی ايران موسوم به «جندالله»، اعلام داشت که این گروه مسلح سنی تهدید کرده است که ۱۶ نفر از نیروهای نظامی ایران را که به گروگان گرفته است، در صورت عدم آزادی اعضای دستگیر شده خود، اعدام خواهد کرد. العربیه فارسی، بی‌بی‌سی فارسی
- منازل مسیحیان قبطی مصر مورد حمله قرار گرفت

به دنبال گرویدن یک زن جوان مسیحی به دین اسلام و ناپدید شدن وی، حدود هزار مسلمان به منازل و مغازه‌های متعلق به مسیحیان قبطی در روستای نزله در استان فیوم در جنوب قاهره حمله کردند. بی‌بی‌سی فارسی

## ۲۲ ژوئن ۲۰۰۸
- سارکوزی: «فرانسه ضامن امنیت اسرائیل به خصوص در برابر برنامه هسته‌ای ایران است»

نیکولا سارکوزی، رئیس جمهور فرانسه، برای دیدار و مذاکره با مقام‌های اسرائیلی به این کشور سفر کرده است. وی پیش از آغاز سفر خود اعلام کرد که «فرانسه ضامن امنیت اسرائیل به خصوص در برابر برنامه هسته‌ای ایران است». بی‌بی‌سی فارسی
- برق شهروندان تهرانی روزانه، چهار ساعت قطع می‌شود

وزارت نیروی ایران جدول خاموشی‌های برق در تهران را منتشر کرده که بر اساس آن، برق شهروندان تهرانی از اول تیر در طول شبانه روز چهار ساعت قطع خواهد شد. بر اساس جدول منتشر شده، تهران به یازده منطقه تقسیم شده و برق این مناطق در دو نوبت دو ساعته قطع خواهد شد. بی‌بی‌سی فارسی
- شماری کشته و مجروح در انفجار انتحاری در عراق

حمله یک بمب‌گذار انتحاری در شهر بعقوبه در شمال عراق، موجب کشته‌شدن دست کم ۱۵ نفر شده است. در این حمله که توسط یک بمب‌گذار انتحاری زن صورت گرفت، حدود ۴۰ نفر نیز مجروح شدند. بی‌بی‌سی فارسی

## ۲۳ ژوئن ۲۰۰۸
- تشدید تحریم‌های ایران از سوی اتحادیه اروپا

کشورهای عضو اتحادیه اروپا با اعمال تحریم‌های تازه علیه ایران از جمله توقیف دارایی‌های بانک ملی ایران، بزرگ‌ترین بانک این کشور، موافقت کردند. بی‌بی‌سی فارسی، رادیو زمانه، رادیو فردا، روئیترز
- سفیر ایران در ایتالیا به تهران فراخوانده شد

دولت ایران ابوالفضل زهره‌وند سفیر این کشور در ایتالیا را به تهران فراخوانده است. گفته شده که علت فراخوانی ابوالفضل زهره‌وند، ناکامی او در ترتیب دادن دیدار محمود احمدی نژاد با رهبران کشورهای مختلف در حاشیه نشست فائو در رم بوده است. بی‌بی‌سی فارسی

## ۲۴ ژوئن ۲۰۰۸
- پرتاب موشک از نوار غزه به جنوب اسرائیل

در پی پرتاب دست کم دو موشک از داخل نوار غزه به شهر سدروت، در استان جنوبی اسرائیل، مقامات نیروهای دفاعی اسرائیل می‌گویند که واکنش به این حمله را مد نظر قرار داده‌اند. از هنگام به اجرا گذاشته شدن آتش‌بس توسط حماس و اسرائیل در هفته گذشته، این اولین بار است که آتش‌بس نقض شده است. بی‌بی‌سی فارسی
- پارلمان بریتانیا نام سازمان مجاهدین را از لیست سیاه حذف کرد

درپی حکم یک دادگاه بریتانیایی که ماه گذشته نام سازمان مجاهدین خلق ایران را از لیست گروهای تروریستی خارج کرد، پارلمان بریتانیا نیز تصمیم گرفت تا این سازمان را از لیست سیاه در انگلستان خارج کند. العربیه فارسی

## ۲۵ ژوئن ۲۰۰۸
- رابرت موگابه انتخابات تک‌نفره برگزار می‌کند

پس از کناره‌گیری اجباری و پناهنده‌شدن مورگان چانگیرای، رهبر مخالفان و رقیب اصلی رابرت موگابه به سفارت هلند، رابرت موگابه، رئیس جمهور زیمبابوه با رد درخواست شورای امنیت سازمان ملل و کشورهای آفریقایی مبنی بر توقف انتخابات یکسویه فعلی، اعلام کرد که انتخابات تک‌نفره برگزار خواهد کرد. روئیترز
- دستگیری ۵۲۰ نفر در عربستان به ظن طراحی حمله به تأسیسات نفتی و امنیتی آن کشور

وزارت کشور عربستان سعودی با انتشار بیانیه‌ای اعلام داشت که عملیات کشف وپی‌گیری سلول‌های تشکیلاتی یاد شده ۶ ماه طول کشیده است و طی آن ۷۰۱ نفر از اتباع کشورهای مختلف در این راستا دستگیر شدند که ۱۸۱ نفر از آنان پس از اثبات عدم ارتباط با گروه‌های تروریستی آزاد شدند و به این ترتیب ۵۲۰ نفر مظنون که قصد حمله به تأسیسات حساسی را در این کشور داشتند، دستگیر شدند. العربیه فارسی، بی‌بی‌سی فارسی
- حمایت بیل کلینتون از باراک اوباما

بیل کلینتون رئیس جمهوری سابق آمریکا برای اولین بار اعلام کرد که از باراک اوباما نامزد حزب دموکرات برای مقام ریاست جمهوری آمریکا حمایت خواهد کرد. بی‌بی‌سی فارسی

## ۲۶ ژوئن ۲۰۰۸
- کره شمالی گزارش فعالیت‌های اتمی خود را ارائه داد

جرج دبلیو بوش، رئیس جمهور ایالات متحده آمریکا از اقدام کره شمالی در نابود کردن بخشی از تأسیسات هسته‌ای و ارائه گزارش جزئیات فعالیت‌های اتمی خود استقبال و اعلام کرد که آمریکا برخی از تحریم‌ها علیه کره شمالی را لغو و این کشور را از فهرست کشورهای حامی تروریسم حذف خواهد کرد. بی‌بی‌سی فارسی
- انتقاد بی‌سابقه نلسون ماندلا از رابرت موگابه

نلسون ماندلا، رئیس جمهور سابق آفریقای جنوبی از رابرت موگابه، رئیس جمهور زیمبابوه انتقاد بی‌سابقه‌ای کرد و در مورد عواقب برگزاری انتخابات ریاست جمهوری در این کشور هشدار داد. بی‌بی‌سی فارسی
- انفجارها در عراق دست کم ۴۰ کشته برجای گذاشت

بر اثر دو حمله انتحاری در عراق دست کم چهل نفر کشته و ده‌ها نفر زخمی شدند. رادیو فردا، روئیترز

## ۲۷ ژوئن ۲۰۰۸
- کره شمالی برج رآکتور اتمی را منفجر کرد

کره شمالی به نشانه کنار‌گذاشتن برنامه‌های مخفیانه اتمی خود برج خنک‌کننده راکتور اتمی یونگ بیون را منفجر کرد. تخریب برج خنک کننده رآکتور اتمی یونگ بیون با حضور گروهی از خبرنگاران خارجی صورت گرفت و هدف از آن نشان دادن تعهد دولت کره شمالی به اجرای کامل توافقنامه خاتمه فعالیت‌های اتمی این کشور برای دستیابی به تسلیحات اتمی بوده است. بی‌بی‌سی فارسی
- آغاز انتخابات ریاست جمهوری در زیمبابوه

با وجود مخالفت شورای امنیت سازمان ملل متحد، کشورهای آفریقایی و اتحادیه اروپا، به انتخابات تک‌نفره رابرت موگابه در زیمبابوه، انتخابات تک‌نفره در این کشور آغاز شد. روئیترز، بی‌بی‌سی فارسی

## ۲۸ ژوئن ۲۰۰۸
- خاک مریخ «مستعد رشد گیاهان» است

دانشمندان سازمان ملی هوانوردی و فضایی آمریکا معتقدند که خاک مریخ حاوی مغذی‌های کافی برای رشد و نمو موجودات زنده یا حداقل گیاه مارچوبه است. تحلیل‌های مقدماتی مأموریت کاوشگر فینکس که اخیراً بر روی سیارهٔ بهرام فرود آمد نشان می‌دهد که خاک این سیاره بسیار قلیایی‌تر از آن است که انتظار می‌رفت. بی‌بی‌سی فارسی، رویترز
- کناره‌گیری بیل گیتس از مدیریت مایکروسافت

بیل گیتس (در تصویر)، یکی از ثروتمندترین مردان جهان از مدیریت شرکت مایکروسافت، بزرگ‌ترین شرکت تولیدکننده نرم افزار در جهان کناره‌گیری کرد، اما همچنان رئیس هیئت مدیره شرکت مایکروسافت باقی خواهد ماند. وی قصد دارد وقت خود را صرف امور نیکوکاری به‌ویژه بنیاد خیریه بیل و ملیندا گیتس کند. بی‌بی‌سی فارسی، رویترز
- فرمانده سپاه: احتمال حمله آمریکا به ایران «جدی‌تر» شده است

فرماندهٔ سپاه پاسداران انقلاب اسلامی، محمد علی جعفری گفت: «اسرائیل جرئت حمله به ایران را ندارد، چرا که در حوزهٔ موشکی جمهوری اسلامی ایران قرار دارد» اما احتمال حمله آمریکا به ایران «جدی‌تر» شده‌است. بی‌بی‌سی فارسی، پرس‌تی‌وی، رادیو فردا

## ۲۹ ژوئن ۲۰۰۸
- اسپانیا قهرمان جام ملت‌های اروپا شد

تیم ملی فوتبال اسپانیا با پیروزی یک بر صفر تیم ملی فوتبال آلمان را شکست داد و فاتح یورو ۲۰۰۸ شد. بی‌بی‌سی
- «خشک شدن» زاینده‌رود در اصفهان

رودخانه زاینده‌رود در محدوده شهر اصفهان به شدت بی‌آب و به مرحله خشکی رسیده و شهروندان اصفهانی به راحتی امکان تردد در مسیر رودخانه را دارند. زاینده‌رود تنها منبع آبی فلات مرکزی ایران است و نیاز آب آشامیدنی چهار میلیون نفر را تأمین می‌کند. بی‌بی‌سی فارسی، رادیو زمانه
- حمایت امارات از تحریم‌ها علیه ایران

امارات متحده عربی اعلام کرد که از تحریم‌های بین‌المللی علیه ایران حمایت کرده و «بدون تردید» آن‌ها را به اجرا خواهد گذاشت. رادیو زمانه
- انشعاب در کلیسای اسقفی انگلستان

پیروان سنتی کلیسای اسقفی انگلستان (انگلیکان) تصمیم گرفته‌اند برای مقاومت در برابر «روند غیرقابل قبول تفکرات لیبرال کلیسا» بخصوص در برخورد با موضوع همجنس‌گرایی، تشکیلات جدیدی را تأسیس کنند. بی‌بی‌سی فارسی
- کمیسیون انتخاباتی زیمبابوه، موگابه را برنده «انتخابات تک‌نفره» اعلام کرد

کمیسیون انتخاباتی زیمبابوه اعلام کرده است که رابرت موگابه در دور دوم «انتخابات تک‌نفره» ریاست جمهوری این کشور، به پیروزی چشمگیری نائل شده است. بی‌بی‌سی فارسی، روئیترز
- تظاهرات طرفداران مجاهدین خلق در پاریس

ده‌ها هزار تن از طرفداران شورای ملی مقاومت ایران در تظاهراتی در پاریس خواستار لغو ممنوعیت‌های بین‌المللی علیه شاخه نظامی آن یعنی سازمان مجاهدین خلق ایران شدند. سازمان دهندگان این تظاهرات گفته‌اند که ۷۰ هزار نفر از سراسر اروپا در آن شرکت کردند. بی‌بی‌سی فارسی

## ۳۰ ژوئن ۲۰۰۸
- ریزش یک ساختمان هفت طبقه در تهران

ریزش یک ساختمان هفت طبقه در منطقهٔ سعادت‌آباد شهر تهران منجر به مرگ حداقل ۱۷ نفر و بازداشت مهندس ناظر و طراح ساختمان شد. بی‌بی‌سی فارسی، خبرگزاری فارس، خبرگزاری فارس (تصاویر مرتبط)، ایسنا
- «جاسوس موساد» در ایران به اعدام محکوم شد

یک شهروند ایرانی به نام علی اشتری به اتهام جاسوسی برای کشور اسرائیل در دادگاه انقلاب تهران به اعدام محکوم شد. ایسنا، پرس‌تی‌وی، بی‌بی‌سی فارسی
- نیویورکر: «۴۰۰ میلیون دلار بودجه برای بی ثباتی در ایران»

هفته‌نامه نیویورکر در مقاله‌ای به قلم سیمور هرش مدعی شد که رهبران دو حزب دموکرات و جمهوری‌خواه در کنگره آمریکا سال گذشته با درخواست ۴۰۰ میلیون دلاری جورج بوش برای گسترش عملیات مخفیانه به منظور متزلزل‌کردن نظام جمهوری اسلامی موافقت کرده‌اند. در همین حال سخنگوی کاخ سفید درباره درستی ادعای فوق از هرگونه اظهار نظری خودداری کرد. نیویورکر، بی‌بی‌سی فارسی، رادیو فردا